# Сурське (зупинний пункт)
Шаблон:Пасажирський зупинний пункт
Сурське — пасажирський зупинний пункт. До грудня 2023 року -  вантажно-пасажирська залізнична станція 5-го класу Дніпровської дирекції Придніпровської залізниці на 227 км магістральної лінії Мерефа - Херсон, на ділянці Нижньодніпровськ-Вузол — Апостолове між станціями Зустрічний (212 км магістралі) та Привільне (247 км магістралі). В грудні 2023 року станцію ліквідовано.
Пасажирський зупинний пункт розташований на заході села Сурсько-Литовське Дніпровського району Дніпропетровської області.  

## Пасажирське сполучення
Біля пасажирської платформи  зупинного пункту щоденно зупиняються дві пари приміських поїздів під тепловозною тягою 2ТЕ116, ЧМЕ3 (до березня 2022 року - ТЕП70) сполученням Дніпро-Лоцманська — Апостолове.
Історія пасажирського сполучення:
- 1929 - 1930 рр. – поштово-товарно-пасажирський поїзд від "Укржелдор", який курсував при будівництві ділянки Зустрічний - Апостолове, № 81/82 Апостолове – Дніпропетровськ [2];
- 1932 - 1933 рр. – поштово-пасажирський поїзд : № 81/82 Лоцманська – Херсон; приміський поїзд № 65/66 Лоцманська – Лошкарівка [3];
- 1934 - 1941 рр. – поштово-пасажирський: № 81/82 Лоцманська – Херсон; приміський поїзд № 65/66 Лоцманська – Лошкарівка; приміський поїзд № 67/68 Лоцманська – Привільне;
- 1945 - 195Х рр. – пасажирський поїзд № 63/64 Лоцманська – Херсон;
- 195Х - 1964 рр. – пасажирський поїзд № 285/286 Лоцманська – Херсон [4];
- 1967 - 1975 рр. – пасажирський поїзд № 285/286 Лоцманська – Апостолове;
- 1975 - 1985 рр. – пасажирський поїзд № 665/666 Дніпропетровськ – Одеса;
- 1985 - 1996 рр. – приміські поїзди № 6421/6422 Дніпропетровськ - Привільне (іноді Зустрічний - Привілье), № 6419/6418 Дніпропетровськ - Єлізарове, № 6403/6406, № 6407/6408, № 6409/6412 Дніпропетровськ - Лошкарівка; пасажирський поїзд № 629/630 Дніпропетровськ – Одеса;
- 1997 - 2000 рр. -  пасажирський поїзд № 641/642 Дніпропетровськ – Апостолове [5];
- 2000 - 2002 рр. – приміські поїзди № 6403/6406, № 6407/6408, № 6409/6412 Дніпропетровськ - Лошкарівка,  № 6413/6402 Дніпропетровськ – Апостолове [6];
- 2002 - 2003 рр. – приміські поїзди № 6403/6406, № 6407/6408, № 6409/6412 Дніпропетровськ - Лошкарівка, пасажирський поїзд № 629/630 Дніпропетровськ – Миколаїв [7];
- 2004 - 2017 рр. - приміські поїзди № 6403/6406, № 6405/6408, № 6409/6402 Дніпропетровськ – Апостолове, № 6407/6404 Дніпропетровськ - Кривий Ріг  (по станціям Дніпропетровськ-Південний - Апостолове - Кривий Ріг-Головний);
- 2017 - 2018 рр. - приміські поїзди № 6403/6406, № 6405/6408, № 6409/6402 Дніпро – Апостолове, № 6407/6404 Дніпро - Кривий Ріг  (по станціям Дніпро-Лоцманська - Апостолове - Кривий Ріг-Головний) [8];
- 2018 - 2023 рр. - приміські поїзди № 6405/6408, № 6409/6402 Дніпро – Апостолове [9].